# Mirjam Mesak
Mirjam Mesak es una cantante de Estonia. Ha participado activamente en la música durante diez años y ahora está estudiando canto clásico, además de la preparación para terminar la escuela secundaria. Mirjam apareció por primera vez en el Festival de Eurovisión a la edad de doce años, cuando formó parte del intermedio de actuar en el Festival de Eurovisión celebrado en Tallin en 2002. En Helsinki en 2007, cantó de nuevo junto a Gerli Padar la canción Partners in Crime.
Mirijam representó a Estonia en el Festival de la Canción de Eurovisión 2009 junto al grupo Urban Symphony. Interpretaron la canción Rändajad.La canción terminó en el sexto lugar en la gran final con 129 puntos